# Freddy Fernández
José Freddy Fernández Beita (San Isidro de El General, 25 febbraio 1974) è un allenatore di calcio ed ex calciatore costaricano, di ruolo difensore centrale.

## Carriera

### Calciatore

#### Club
Dopo aver esordito con il Pérez Zeledón, giocandovi per 10 stagioni consecutive, nel maggio 2009 si accasò al Liberia Mía, che però abbandonò nel dicembre dello stesso anno.
Nel gennaio 2010 passò al Santos de Guápiles, con cui ha concluso la sua carriera agonistica.

#### Nazionale
Ha disputato 25 partite con la Nazionale di calcio della Costa Rica, segnando un gol e partecipando alla CONCACAF Gold Cup nel 2007 e nel 2009.

### Allenatore
Nel settembre 2015 ha assunto ad interim la guida del Pérez Zeledón, per poi divenirne vice allenatore dopo la nomina di Flavio Da Silva.